# Havetoft
Havetoft är en kommun och ort i Kreis Schleswig-Flensburg i förbundslandet Schleswig-Holstein i Tyskland.
Kommunen ingår i kommunalförbundet Amt Südangeln tillsammans med ytterligare 14 kommuner.